# Octobre 1777

## Événements

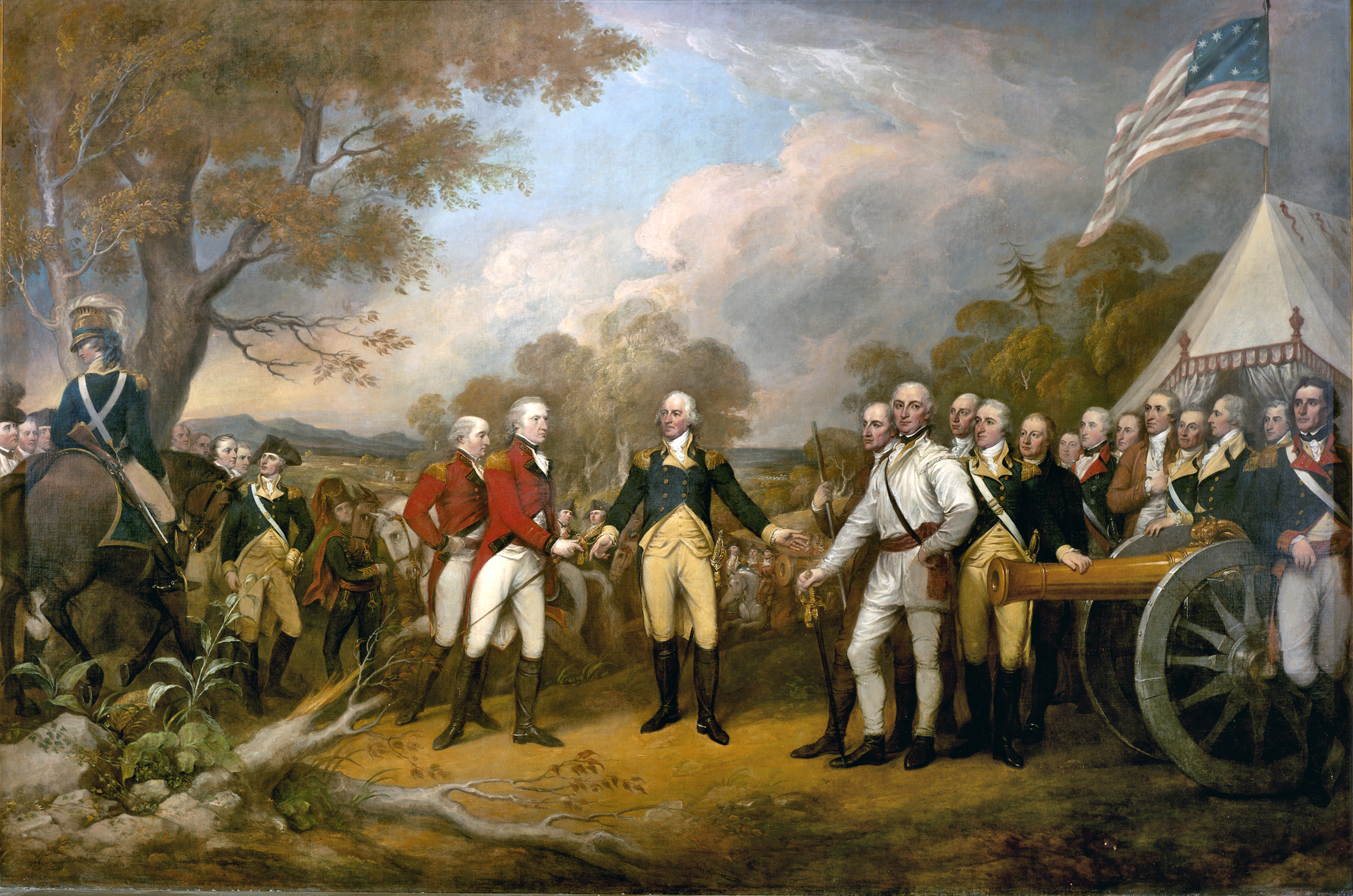
17 octobre: reddition du Général britannique John Burgoyne à Saratoga

- Octobre : les tatars de Crimée incités par les Ottomans attaquent les Russes dispersés en Crimée et dans le Kouban ; après deux défaites Şahin Giray se réfugie auprès des Russes et Bakht Giray est nommé khan par la Porte. En décembre, une armée russe intervient en Crimée pour rétablir Şahin[1].

- 1er octobre : traité de Saint-Ildefonse entre le Portugal et l’Espagne. Il fixe les frontières entre le Brésil et les possessions espagnoles. Colonia del Sacramento est cédée à l'Espagne et le Portugal récupère l’île Sainte-Catherine, prise en février par les Espagnols. Le traité est confirmé par le traité du Pardo de 1778 par lequel le Portugal perd Fernando Póo et Annobón ⋅en Guinée équatoriale[2].

- 4 octobre : victoire britannique à la bataille de Germantown[3].

- 7 octobre : le général britannique John Burgoyne est mis en défaite après la deuxième bataille de Saratoga par les troupes américaines.

- 17 octobre : bataille de Saratoga. Le général britannique John Burgoyne donne sa reddition aux troupes américaines.

- 22 octobre : victoire américaine à la bataille de Red Bank.

## Naissances
- 2 octobre : Jacques Mathieu Delpech (mort en 1832), médecin français.
- 6 octobre : Baron Guillaume Dupuytren, chirurgien et anatomiste français
- 10 octobre : Auguste Bella (mort en 1856), militaire et agronome français.
- 11 octobre : Barnabé Brisson (mort en 1828), ingénieur des ponts et chaussées et mathématicien français.
- 24 octobre : James Cumming (mort en 1861), chimiste britannique.

## Décès
- 5 octobre : Johann Andreas Segner (né en 1704), mathématicien autrichien. Son analyse du tourniquet hydraulique (1750) relança l'analyse théorique de la propulsion par réaction.
- 6 octobre : Marie-Thérèse Rodet Geoffrin, salonnière célèbre.
- 27 octobre : Charles Antoine de La Roche-Aymon, cardinal français, archevêque de Reims (° 17 février 1697).